# Heinz Maurus

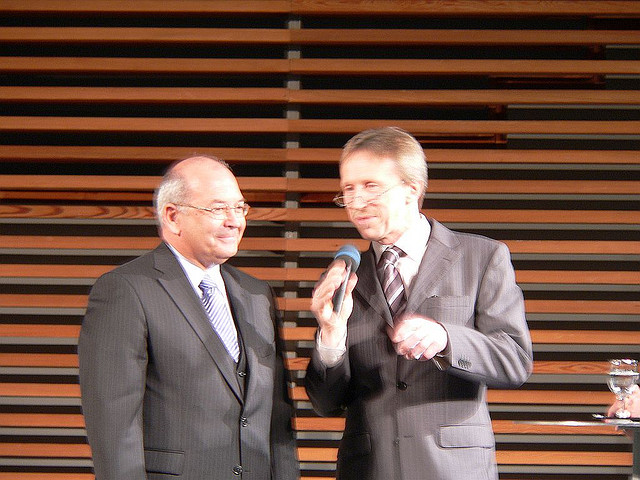
Heinz Maurus mit NDR-Redakteur Ernst Christ (2009)

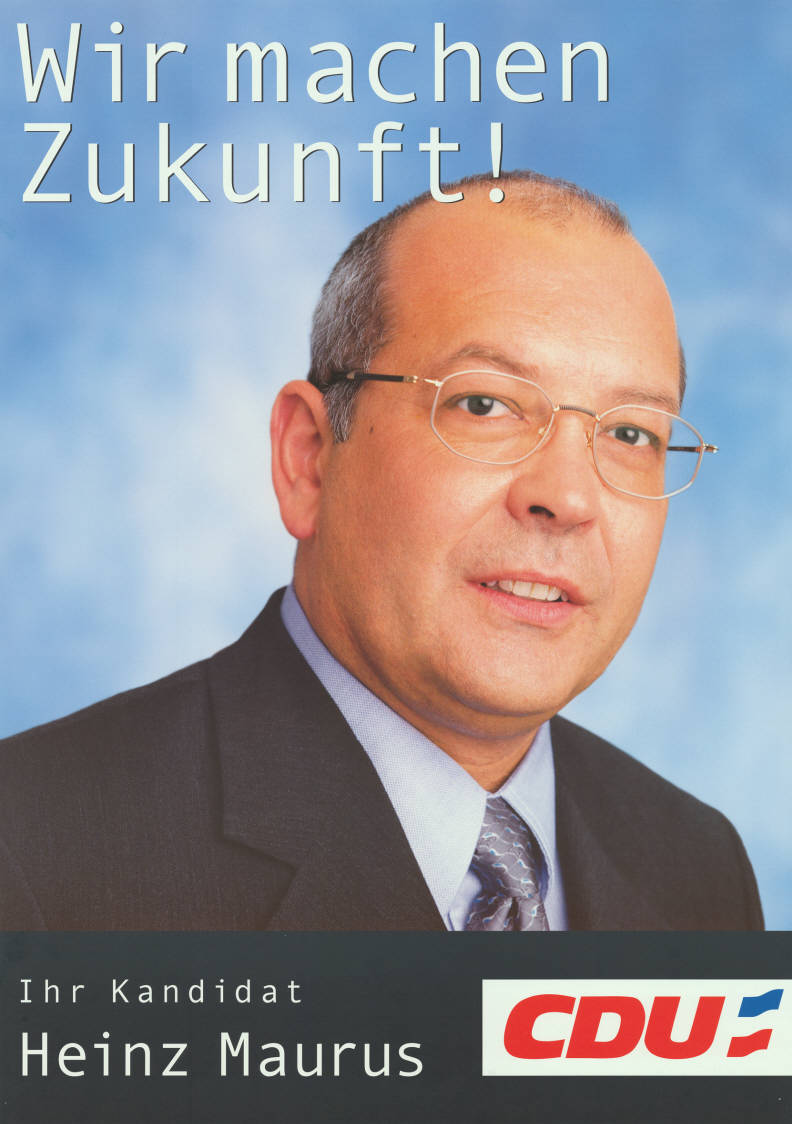
Heinz Maurus auf einem Plakat zur Landtagswahl 2000

Heinz Maurus (* 3. April 1952 in Kaufbeuren) ist ein deutscher Politiker (CDU) und Unternehmensberater. Er war seit der Kommunalwahl 2013 bis Ende 2019 Kreispräsident des Kreises Nordfriesland. Von 2005 bis 2012 war er als Staatssekretär in der Staatskanzlei des Landes Schleswig-Holstein tätig und von 1996 bis 2005 gehörte er als Abgeordneter dem Landtag von Schleswig-Holstein an.

## Berufliche und politische Laufbahn
Nach dem Abitur 1971 trat Heinz Maurus als Offizieranwärter in die Bundesmarine ein. Zuletzt war er Inspektionschef an der Marineversorgungsschule in List auf Sylt.
Maurus ist seit 1980 Mitglied der CDU. Von 1992 bis Ende 2006 war er Vorsitzender des CDU-Kreisverbandes Nordfriesland, seither ist er dessen Ehrenvorsitzender. Sein Nachfolger wurde der Bundestagsabgeordnete des Wahlkreises Nordfriesland – Dithmarschen Nord, Ingbert Liebing.
Von 1984 bis 2003 gehörte er der Gemeindevertretung der Gemeinde Sylt-Ost an. Vom 23. April 1996 bis zu seiner Mandatsniederlegung am 27. April 2005 war Maurus Mitglied des Landtages von Schleswig-Holstein. Hier war er von 1996 bis 2000 Vorsitzender des Innen- und Rechtsausschusses und von 2000 bis 2005 Parlamentarischer Geschäftsführer der CDU-Landtagsfraktion.
Zur Landtagswahl 2000 wurde Maurus im „Führungsteam“ des CDU-Spitzenkandidaten Volker Rühe für den Komplex „Parlament/Fraktion“ präsentiert. Im Falle eines Wahlerfolges der CDU hätte Maurus Landtagspräsident oder Fraktionsvorsitzender werden sollen. Das bisherige Regierungsbündnis aus SPD und Bündnis 90/Die Grünen konnte die Wahl jedoch für sich entscheiden.
Maurus zog dreimal in Folge als direkt gewählter Abgeordneter des Landtagswahlkreises Südtondern in den Landtag ein. Bei der Landtagswahl 2005 erreichte er hier 49,0 % der Erststimmen.
Heinz Maurus war von 1995 bis 2018 Mitglied des Aufsichtsrates der Sylter Bank eG, zuletzt als dessen Vorsitzender. Seit Ende 2012 ist er mit der „Maurus Consulting GmbH“ als Unternehmensberater und Lobbyist tätig. Er ist verheiratet und hat drei Kinder.

## Öffentliche Ämter
Maurus war von 1986 bis 1996 Bürgermeister der Gemeinde Sylt-Ost und von 1994 bis 2003 Amtsvorsteher des Amtes Landschaft Sylt.
Am 28. April 2005 wurde Maurus von Ministerpräsident Peter Harry Carstensen (CDU) zum Staatssekretär und Chef der Staatskanzlei des Landes Schleswig-Holstein berufen. Nach der Landtagswahl 2009 war er ab dem 27. Oktober 2009 Staatssekretär für Europa, Auswärtiges und Bundesangelegenheiten und Bevollmächtigter des Landes Schleswig-Holstein beim Bund. Seit dem 9. Februar 2010 gehörte er dem Ausschuss der Regionen der Europäischen Union in dessen 5. Mandatsperiode (2010 bis 2014) an. Als seine Nachfolgerin wurde 2012 von der neuen Landesregierung die Ministerin für Justiz, Kultur und Europa Anke Spoorendonk (SSW) benannt.
Nach dem Regierungswechsel in Folge der Landtagswahl 2012 schied er aus dem Landesdienst aus und wurde 2013 in den Kreistag des Kreises Nordfriesland gewählt. Die Kreistagsabgeordneten wählten ihn am 21. Juni 2013 zum Kreispräsidenten. Zum Jahreswechsel 2019/2020 trat er aus privaten Gründen von diesem Amt zurück.
Im Oktober 2017 wurde Heinz Maurus zum Präsidenten des Deutschen Marinebundes gewählt.